# Black Lightning (série de televisão)
Black Lightning é uma série de televisão americana desenvolvida por Salim Akil. É baseada no personagem Raio Negro, da DC Comics. A série é ambientado no Universo Arrow, o universo compartilhado da DC Comics na TV da The CW. É estrelada por Cress Williams como Raio Negro, e Christine Adams como sua ex-esposa. A série explora o mundo de ser um super-herói misturado com a vida familiar. O episódio piloto foi encomendado em 10 de maio de 2017. A primeira temporada da série estreiou no 16 de janeiro de 2018 e contará com 13 episódios.
No Brasil e em Portugal a série estreou como original Netflix.
Em 2 de abril de 2018, a emissora The CW renovou a série para uma segunda temporada.
Em dezembro de 2019, a série entrou definitivamente no Universo Arrow. O protagonista do show fez sua primeira aparição no universo compartilhado da DC Comics na TV da The CW no terceiro episódio do crossover Crisis on Infinite Earths.
Confirmada a quarta temporada para o primeiro trimestre de 2021.

## Sinopse
Jefferson Pierce, que se aposentou de sua personalidade de super-herói, Raio Negro, há nove anos, depois de ver os efeitos que isso teve em sua família, é obrigado a se tornar um vigilante novamente quando o surgimento de uma gangue local chamada "Os 100" leva ao aumento do crime e da corrupção em sua comunidade.

## Elenco e personagens

### Principal
- Cress Williams como Jefferson Pierce / Raio Negro[6][5]
- China Anne McClain como Jennifer Pierce / Rajada[7][8]
- Nafessa Williams como Anissa Pierce / Tormenta / Pássaro Negro[7][8]
- Christine Adams como Lynn Stewart[9]
- Marvin "Krondon" Jones III como Tobias Whale[10]
- Damon Gupton como Bill Henderson[11] (1–3 Temporada)
- James Remar como Peter Gambi[11]
- Jordan Calloway como Khalil[12] (1º Temporada, Recorrente; 2–4, Regular)
- Chantal Thuy como Grace Choi[13] (1–3, Recorrente; 4º Temporada, Regular)

### Recorrente
- Kyanna Simone Simpson como Kiesha Henderson[14]
- Skye Marshall como Kara Fowdy[15]
- Charlbi Dean como Syonide
- Jill Scott como Lady Eve[16]
- Edwina Findley como Tori Whale[17]

## Episódios

### Primeira Temporada (2018)
| N.º na série | N.º na temp. | Título                                                                                         | Dirigido por    | Escrito por               | Exibição original       | Audiência (milhões) |
| --- | ------------ | ---------------------------------------------------------------------------------------------- | --------------- | ------------------------- | ----------------------- | ------------------- |
| 1 | 1            | "The Resurrection" "(A Ressurreição)" (BR)                                                     | Salim Akil      | Salim Akil                | 16 de janeiro de 2018   | 2.31                |
| Depois que sua filha mais velha, Anissa, é presa por participar de um protesto, o diretor de uma escola e ex-super-herói Jefferson Pierce é novamente acusado de um crime que não cometeu devido à tensão racial predominante em sua comunidade. Ele atinge a última gota quando sua filha mais nova, Jennifer, se mete em problemas em um clube de uma gangue chamada "The 100"; então, ele é forçado a usar seus poderes para resgatá-la. Gambi, seu mentor e amigo, o estimula a se tornar o Raio Negro novamente, mas Jefferson se recusa a quebrar a promessa que fez para sua ex-esposa, Lynn, de desistir do heroísmo na esperança de se reconciliar com ela. Um integrante dos The 100, Will, e seus amigos, sequestram Jennifer e Anissa da escola, mesmo havendo um acordo entre Jefferson e a gangue, e Lynn o liberta da promessa pelo bem de suas filhas. Com a ajuda de Gambi, ele salva as meninas, mas não consegue encontrar o chefe de Will, Lala. Depois de ser levado ao chefe dos The 100, Tobias Whale, por seus dois subordinados, Lala é instruído a matar o Raio Negro. O trauma de Anissa ativa seus próprios poderes, fazendo com que ela parta uma pia ao meio. |              |                                                                                                |                 |                           |                         |                     |
| 2 | 2            | "Lawanda: The Book of Hope" "(Lawanda: O Livro da Esperança)" (BR)                             | Oz Scott        | Salim Akil                | 23 de janeiro de 2018   | 1.94                |
| 3 | 3            | "Lawanda: The Book of Burial" "(Lawanda: O Livro do Sepultamento)" (BR)                        | Mark Tonderai   | Jan Nash                  | 30 de janeiro de 2018   | 2.21                |
| 4 | 4            | "Black Jesus" "(Jesus Negro)" (BR)                                                             | Michael Schultz | Pat Charles               | 6 de fevereiro de 2018  | 1.88                |
| 5 | 5            | "Aches and Pains" "(Aflições e Dores)" (BR)                                                    | Rose Troche     | Adam Giaudrone            | 13 de fevereiro de 2018 | 1.81                |
| 6 | 6            | "Three Sevens: The Book of Thunder" "(Três Setes: O Livro do Trovão)" (BR)                     | Benny Boom      | Charles Holland           | 27 de fevereiro de 2018 | 1.64                |
| 7 | 7            | "Equinox: The Book of Fate" "(Equinócio: O Livro do Destino)" (BR)                             | Bille Woodruff  | Lamont Magee              | 6 de março de 2018      | 1.46                |
| 8 | 8            | "Revelations" "(Revelações)" (BR)                                                              | Tanya Hamilton  | Jan Nash                  | 13 de março de 2018     | 1.45                |
| 9 | 9            | "The Book of Little Black Lies" "(O Livro das Mentirinhas Negras)" (BR)                        | Tawnia McKernan | Keli Goff                 | 20 de março de 2018     | 1.55                |
| 10 | 10           | "Sins of the Father: The Book of Redemption" "(Pecados do Pai: O Livro do Êxodo)" (BR)         | Eric Laneuville | Pat Charles               | 27 de março de 2018     | 1.55                |
| 11 | 11           | "Black Jesus: The Book of Crucifixion" "(Jesus Negro: O Livro da Crucificação)" (BR)           | Michael Schultz | Melora Rivera             | 3 de abril de 2018      | 1.50                |
| 12 | 12           | "The Resurrection and the Light: The Book of Pain" "(Ressurreição e Luz: O Livro da Dor)" (BR) | Oz Scott        | Jan Nash & Adam Glaudrone | 10 de abril de 2018     | 1.54                |
| 13 | 13           | "Shadow of Death: The Book of War" "(Sombra da Morte: O Livro da Guerra)" (BR)                 | Salim Akil      | Charles D. Holland        | 17 de abril de 2018     | 1.68                |

### Segunda Temporada (2018-2019)
| N.º na série | N.º na temp. | Título | Dirigido por               | Escrito por               | Exibição original       | Audiência (milhões) |
| ------------ | ------------ | --- | -------------------------- | ------------------------- | ----------------------- | ------------------- |
| 14           | 1            | "The Book of Consequences: Chapter One: Rise of the Green Light Babies" "(O Livro das Consequências: Capítulo Um: A Ascensão dos Bebês da Luz Verde)" (BR) | Salim Akil                 | Salim Akil                | 9 de outubro de 2018    | 1.16                |
| 15           | 2            | "The Book of Consequences: Chapter Two: Black Jesus Blues" "(O Livro das Consequências: Capítulo Dois: O Blues do Jesus Negro)" (BR)                       | Oz Scott                   | Charles D. Holland        | 16 de outubro de 2018   | 1.02                |
| 16           | 3            | "The Book of Consequences: Chapter Three: Master Lowry" "(O Livro das Consequências: Capítulo Três: Mestre Lowry)" (BR)                                    | Rose Troche                | Jan Nash                  | 23 de outubro de 2018   | 1.18                |
| 17           | 4            | "The Book of Consequences: Chapter Four: Translucent Freak" "(O Livro das Consequências: Capítulo Quatro: Aberração Translúcida)" (BR)                     | Salli Richardson-Whitfield | Adam Glaudrone            | 30 de outubro de 2018   | 0.97                |
| 18           | 5            | "The Book of Blood: Chapter One: Requiem" "(O Livro do Sangue: Capítulo Um: Réquiem)" (BR)                                                                 | Michael Schultz            | Lamont Magee              | 13 de novembro de 2018  | 0.90                |
| 19           | 6            | "The Book of Blood: Chapter Two: The Perdi" "(O Livro do Sangue: Capítulo Dois: Os Perdis)" (BR)                                                           | Oz Scott                   | Pat Charles               | 20 de novembro de 2018  | 0.99                |
| 20           | 7            | "The Book of Blood: Chapter Three: The Sange" "(O Livro do Sangue: Capítulo Três: Os Sanges)" (BR)                                                         | Eric Laneuville            | Keli Goff                 | 27 de novembro de 2018  | 1.06                |
| 21           | 8            | "The Book of Rebelion: Chapter One: Exodus" "(O Livro da Rebelião: Capítulo Um: Êxodo)" (BR)                                                               | Tawnia McKiernan           | Jake Waller               | 4 de dezembro de 2018   | 0.96                |
| 22           | 9            | "The Book of Rebelion: Chapter Two: Gift of the Magi" "(O Livro da Rebelião: Capítulo Dois: Presente dos Magos)" (BR)                                      | Benny Boom                 | Adam Glaudrone            | 11 de dezembro de 2018  | 1.13                |
| 23           | 10           | "The Book of Rebelion: Chapter Three: Angelitos Negros" "(O Livro da Rebelião: Capítulo Três: Angelitos Negros)" (BR)                                      | Nzingha Stewar             | Jan Nash e J. Allen Brown | 21 de janeiro de 2019   | 0.86                |
| 24           | 11           | "The Book of Secrets: Chapter One: Prodigal Son" "(O Livro dos Segredos: Capítulo Um: O Filho Pródigo)" (BR)                                               | Rob Hardy                  | Pat Charles               | 28 de janeiro de 2019   | 0.93                |
| 25           | 12           | "The Book of Secrets: Chapter Two: Just and Unjust" "(O Livro dos Segredos: Capítulo Dois: Justo e Injusto)" (BR)                                          | Jeffrey W. Byrd            | Charles D. Holland        | 4 de fevereiro de 2019  | 0.95                |
| 26           | 13           | "The Book of Secrets: Chapter Three: Pillar of Fire" "(O Livro dos Segredos: Capítulo Três: Pilar de Fogo)" (BR)                                           | Robert Townsend            | Lamont Magee              | 11 de fevereiro de 2019 | 0.94                |
| 27           | 14           | "The Book of Secrets: Chapter Four: Original Sin" "(O Livro dos Segredos: Capítulo Quatro: Pecado Original)" (BR)                                          | Oz Scott                   | Pat Charles & Keli Goff   | 4 de março de 2019      | 0.77                |
| 28           | 15           | "The Book of the Apocalypse: Chapter One: The Alpha" "(O Livro do Apocalipse: Capítulo Um: O Alfa)" (BR)                                                   | Salim Akil                 | Jan Nash                  | 11 de março de 2019     | 0.75                |
| 29           | 16           | "The Book of the Apocalypse: Chapter Two: The Omega" "(O Livro do Apocalipse: Capítulo Dois: O Omega)" (BR)                                                | Salim Akil                 | Charles D. Holland        | 18 de março de 2019     | 0.85                |

### Terceira Temporada (2019-2020)
| N.º na série | N.º na temp. | Título | Dirigido por    | Escrito por                              | Exibição original       | Audiência (milhões) |
| ------------ | ------------ | --- | --------------- | ---------------------------------------- | ----------------------- | ------------------- |
| 30           | 1            | "The Book of Occupation: Chapter One: Birth of Blackbird" "(O Livro da Ocupação: Capítulo Um: Nasce o Pássaro Negro)" (BR)                            | Salim Akil      | Salim Akil                               | 7 de outubro de 2019    | 0.89                |
| 31           | 2            | "The Book of Occupation: Chapter Two: Maryam's Tasbih" "(O Livro da Ocupação: Capítulo Dois: O Tasbih de Maryam)" (BR)                                | Oz Scott        | Charles Holland                          | 14 de outubro de 2019   | 0.63                |
| 32           | 3            | "The Book of Occupation: Chapter Three: Agent Odell's Pipe-Dream" "(O Livro da Ocupação: Capítulo Três: O Sonho Impossível do Agente Odell)" (BR)     | Benny Boom      | Pat Charles                              | 21 de outubro de 2019   | 0.61                |
| 33           | 4            | "The Book of Occupation: Chapter Four: Lynn's Ouroboros" "(O Livro da Ocupação: Capítulo Quatro: Ouroboros de Lynn)" (BR)                             | Mary Lou Belli  | Adam Giaudrone                           | 28 de outubro de 2019   | 0.52                |
| 34           | 5            | "The Book of Occupation: Chapter Five: Requiem for Tavon"                                                                                             | Robert Townsend | Brusta Brown & John Mitchell Todd        | 11 de novembro de 2019  | 0.71                |
| 35           | 6            | "The Book of Resistance: Chapter One: Knocking on Heaven's Door" "(O Livro da Resistência: Capítulo Um: Batendo na Porta do Céu)" (BR)                | Jeff Byrd       | Lamont Magee                             | 18 de novembro de 2019  | 0.62                |
| 36           | 7            | "The Book of Resistance: Chapter Two: Henderson's Opus" "(O Livro da Resistência: Capítulo Dois: Opus de Henderson)" (BR)                             | Oz Scott        | Lynelle White                            | 25 de novembro de 2019  | 0.65                |
| 37           | 8            | "The Book of Resistance: Chapter Three: The Battle of Franklin Terrace" "(O Livro da Resistência: Capítulo Três: A Batalha de Franklin Terrace)" (BR) | Neema Barnette  | Jake Waller                              | 2 de dezembro de 2019   | 0.60                |
| 38           | 9            | "The Book of Resistance: Chapter Four: Third Stone from the Sun" "(O Livro da Resistência: Capítulo Quatro: Terceira Pedra a Partir do Sol)" (BR)     | Tasha Smith     | Lamont Magee                             | 9 de dezembro de 2019   | 0.90                |
| 39           | 10           | "The Book of Markovia: Chapter One: Blessings and Curses Reborn" "(O Livro de Markovia: Capítulo Um: Bênçãos e Maldições Renascem)" (BR)              | Eric Laneuville | J. Allen Brown                           | 20 de janeiro de 2020   | 0.54                |
| 40           | 11           | "The Book of Markovia: Chapter Two: Lynn's Addiction" "(O Livro de Markovia: Capítulo Dois: O Vício de Lynn)" (BR)                                    | Michael Schultz | André Edmonds                            | 27 de janeiro de 2020   | 0.66                |
| 41           | 12           | "The Book of Markovia: Chapter Three: Motherless Id" "(O Livro de Markovia: Capítulo Três: Sem Mãe)" (BR)                                             | Bille Woodruff  | Adam Giaudrone & Lynelle White           | 3 de fevereiro de 2020  | 0.72                |
| 42           | 13           | "The Book of Markovia: Chapter Four: Grab the Strap" "(O Livro de Markovia: Capítulo Quatro: Segure Firme)" (BR)                                      | Salim Akil      | Charles D. Holland & Asheleigh O. Conley | 10 de fevereiro de 2020 | 0.65                |
| 43           | 14           | "The Book of War: Chapter One: Homecoming" "(O Livro de Guerra: Capítulo Um: Festa de Boas-Vindas)" (BR)                                              | Benny Boom      | Brusta Brown & John Mitchell Todd        | 24 de fevereiro de 2020 | 0.64                |
| 44           | 15           | "The Book of War: Chapter Two: Freedom Ain't Free" "(O Livro de Guerra: Capítulo Dois: Liberdade Não é de Graça)" (BR)                                | Oz Scott        | Pat Charles                              | 2 de março de 2020      | 0.62                |
| 45           | 16           | "The Book of War: Chapter Three: Liberation" "(O Livro de Guerra: Capítulo Três: Libertação)" (BR)                                                    | Salim Akil      | Charles D. Holland                       | 9 de março de 2020      | 0.55                |

### Quarta Temporada (2021)
| N.º na série | N.º na temp. | Título | Dirigido por   | Escrito por                       | Exibição original       | Audiência (milhões) |
| ------------ | ------------ | --- | -------------- | --------------------------------- | ----------------------- | ------------------- |
| 46           | 1            | "The Book of Reconstruction: Chapter One: Collateral Damage" "(O Livro da Reconstrução: Capítulo Um: Danos Colaterais)" (BR)                          | Salim Akil     | Salim Akil                        | 8 de fevereiro de 2021  | 0.52                |
| 47           | 2            | "The Book of Reconstruction: Chapter Two: Unacceptable Losses" "(O Livro da Reconstrução: Capítulo Dois: Perdas Inaceitáveis)" (BR)                   | Bille Woodruff | Charles Holland                   | 15 de fevereiro de 2021 | 0.44                |
| 48           | 3            | "The Book of Reconstruction: Chapter Three: Despite All My Rage..." "(O Livro da Reconstrução: Capítulo Três: Apesar de toda a minha raiva ...)" (BR) | Salim Akil     | Brusta Brown & John Mitchell Todd | 22 de fevereiro de 2021 | 0.37                |
| 49           | 4            | "The Book of Reconstruction: Chapter Four: A Light in the Darkness" "(O Livro da Reconstrução: Capítulo Quatro: Uma Luz na Escuridão)" (BR)           | Mary Lou Belli | Lamont Magee                      | 1 de março de 2021      | 0.41                |
| 50           | 5            | "The Book of Ruin: Chapter One: Picking Up the Pieces"                                                                                                | Bille Woodruff | Adam Giaudrone                    | 8 de março de 2021      | 0.46                |
| 51           | 6            | "The Book of Ruin: Chapter Two" "(O Livro da Ruína: Capítulo Dois)" (BR)                                                                              | Mary Lou Belli | Jake Waller                       | 15 de março de 2021     | 0.48                |
| 52           | 7            | "Painkiller" | Salim Akil     | Salim Akil                        | 12 de abril de 2021     | --                  |

## Produção
Em setembro de 2016, depois de estar em vários estágios de desenvolvimento, a Warner Bros. Television começou a procurar uma emissora para Black Lightning. O projeto foi orientado por Mara Brock Akil e seu marido, Salim Akil. Eles estavam em parceria com Greg Berlanti, que estava por trás de várias séries da DC Comics para o estúdio. Em breve, o projeto desembarcou na Fox com um compromisso de produção do episódio piloto, com Salim Akil previsto para dirigir. No entanto, a Fox optou por não avançar com o projeto, decidindo que não era "um bom ajuste em seu espaço já lotado do gênero drama". A Warner Bros. Television ofereceu o projeto para outras redes, com a The CW emergindo como sua nova casa. A The CW encomendou oficialmente um episódio piloto para Black Lightning em fevereiro de 2017. A The CW também optou por descartar o roteiro original do episódio piloto, já que ele tinha sido escrito para a Fox. A The CW encomendou uma temporada completa de Black Lightning em 10 de maio de 2017.
As filmagens do episódio piloto ocorreram no primeiro trimestre de 2017 em Atlanta, Geórgia, Estados Unidos, enquanto o traje do Raio Negro foi projetado por Laura Jean Shannon. A série estreou em 16 de janeiro de 2018.

## Recepção

### Prêmios e indicações
| Ano  | Prêmio                          | Categoria                                                 | Nomeado(s)                                                                 | Resultado   | Ref.   |
| ---- | ------------------------------- | --------------------------------------------------------- | -------------------------------------------------------------------------- | ----------- | ------ |
| 2018 | People's Choice Award           | Sci-Fi/Fantasy Show of 2018                               | Black Lightning                                                            | Shortlisted | [ 31 ] |
| 2018 | Saturn Awards                   | Best Superhero Television Series                          | Black Lightning                                                            | Indicado    | [ 32 ] |
| 2018 | Black Reel Award for Television | Outstanding Drama Series                                  | Black Lightning                                                            | Venceu      | [ 33 ] |
| 2018 | Black Reel Award for Television | Outstanding Actor, Drama Series                           | Cress Williams                                                             | Indicado    | [ 34 ] |
| 2018 | Black Reel Award for Television | Outstanding Directing, Drama Series                       | Salim Akil ("The Resurrection")                                            | Indicado    | [ 34 ] |
| 2018 | Black Reel Award for Television | Outstanding Guest Actress, Drama Series                   | Jill Scott                                                                 | Indicado    | [ 34 ] |
| 2018 | Black Reel Award for Television | Outstanding Music                                         | Kier Lehman                                                                | Indicado    | [ 34 ] |
| 2018 | Teen Choice Awards              | Choice Breakout TV Show                                   | Black Lightning                                                            | Indicado    | [ 35 ] |
| 2018 | Teen Choice Awards              | Choice Breakout TV Star                                   | Nafessa Williams                                                           | Indicado    | [ 35 ] |
| 2019 | NAACP Image Awards              | Outstanding Guest Performance in a Comedy or Drama Series | Erika Alexander ("The Book of Consequences: Chapter Three: Master Lowery") | Indicado    | [ 36 ] |
| 2019 | NAACP Image Awards              | Outstanding Writing in a Drama Series                     | Patrick Joseph Charles ("Sins of the Father: The Book of Redemption")      | Indicado    | [ 36 ] |
| 2019 | GLAAD Awards                    | Outstanding Drama Series                                  | Black Lightning                                                            | Indicado    | [ 37 ] |
| 2019 | Black Reel Award for Television | Outstanding Drama Series                                  | Black Lightning                                                            | Indicado    | [ 38 ] |
| 2019 | Black Reel Award for Television | Outstanding Directing, Drama Series                       | Salim Akil ("The Book of the Apocalypse: Chapter Two: The Omega")          | Indicado    | [ 38 ] |
| 2019 | Black Reel Award for Television | Outstanding Guest Actress, Drama Series                   | Erika Alexander                                                            | Indicado    | [ 38 ] |
| 2019 | Saturn Awards                   | Best Superhero Television Series                          | Black Lightning                                                            | Indicado    | [ 39 ] |